# 東みよし町町民柔剣道場
東みよし町町民柔剣道場（ひがしみよしちょうちょうみんじゅうけんどうじょう）は、徳島県三好郡東みよし町にある柔道・剣道に関する施設である。

## 施設
- 構造
- 設備
  - 柔道（135平方メートル）1面・剣道（158平方メートル）1面

## 概要
- 所在地：〒771-2501 徳島県三好郡東みよし町昼間1893−6
- 利用期間：19:00 - 21:00
- 休館日：水、土、日、祝日、年末年始
- 利用料金：使用料必要（町民無料）

## 交通
- 西部交通バス「昼間小学校前」下車徒歩約2分。